# Бејпорт (Минесота)
Бејпорт (енгл. Bayport) град је у америчкој савезној држави Минесота.

## Демографија
По попису из 2010. године број становника је 3.471, што је 309 (9,8%) становника више него 2000. године.
| Група             | 2000.         | 2010.         |
| Белци             | 2.277 (72,0%) | 2.412 (69,5%) |
| Афроамериканци    | 569 (18,0%)   | 664 (19,1%)   |
| Азијати           | 22 (0,7%)     | 51 (1,5%)     |
| Хиспаноамериканци | 101 (3,2%)    | 144 (4,1%)    |
| Укупно            | 3.162         | 3.471         |